# Ardennenkreuz
Das Ardennenkreuz ist ein Vortragekreuz aus karolingischer Zeit, das angeblich aus einem Kloster in den luxemburgischen Ardennen stammt und das sich seit 1894 im Germanischen Nationalmuseum in Nürnberg befindet (Inventarnummer KG 763).
Das Kreuz wurde im 2. Viertel des 9. Jahrhunderts vermutlich in Nordfrankreich von einem unbekannten Handwerker geschaffen. Es ist 73 cm hoch, aus Holz, mit Gold beschlagen und mit einigen Edelsteinen besetzt.
Es gehört zu den wenigen Exemplaren eines Gemmenkreuzes (Crux gemmata), also eines mit Edelsteinen (Gemmen) besetzten Großkreuzes, aus karolingischer Zeit. Diese Kreuze wurden vom 5.–12. Jahrhundert in der christlichen Liturgie verwendet. Sie wurden am Altar platziert und sind deswegen prunkvoller ausgestaltet als große Prozessionskreuze, verfügen jedoch nicht über figürliche Darstellungen. Die symbolische Bedeutung und der Eindruck aus der Ferne waren dabei wichtiger als der Wert des Kreuzes. Deswegen wurde häufig, so auch beim Ardennenkreuz, gefärbtes Glas neben den Edelsteinen verwendet.